# Sunosuchus
Sunosuchus — вимерлий рід гоніофолідід мезоевкрокодилових. Скам'янілості відомі в Китаї, Киргизстані та Таїланді та мають юрський вік, хоча деякі з них можуть належати до ранньої крейди. Нині до роду віднесено чотири види: типовий вид S. miaoi і види S. junggarensis, S. shartegensis і S. shunanensis. Всі види родом з Китаю. Goniopholis phuwiangensis, також з Таїланду, був перенесений до Sunosuchus Andrade et al. (2011).

## Опис
Суносух має довгу, вузьку морду і невеликий стіл черепа. Деякі ознаки допомагають діагностувати Sunosuchus і відрізнити його від інших таксонів. Наприклад, на задній частині лобової кістки є широкі ямки. Лобова кістка також має характерний виступ уздовж частини середньої лінії. Нижня щелепа має довгий симфіз, де з’єднуються дві половини. Цей симфіз утворений переважно нижньою щелепою, але також частково селезінковими. На відміну від інших гоніофолід, лускоподібна кістка (яка знаходиться біля задньої частини черепа) вузька.